# Jamský hrebeň

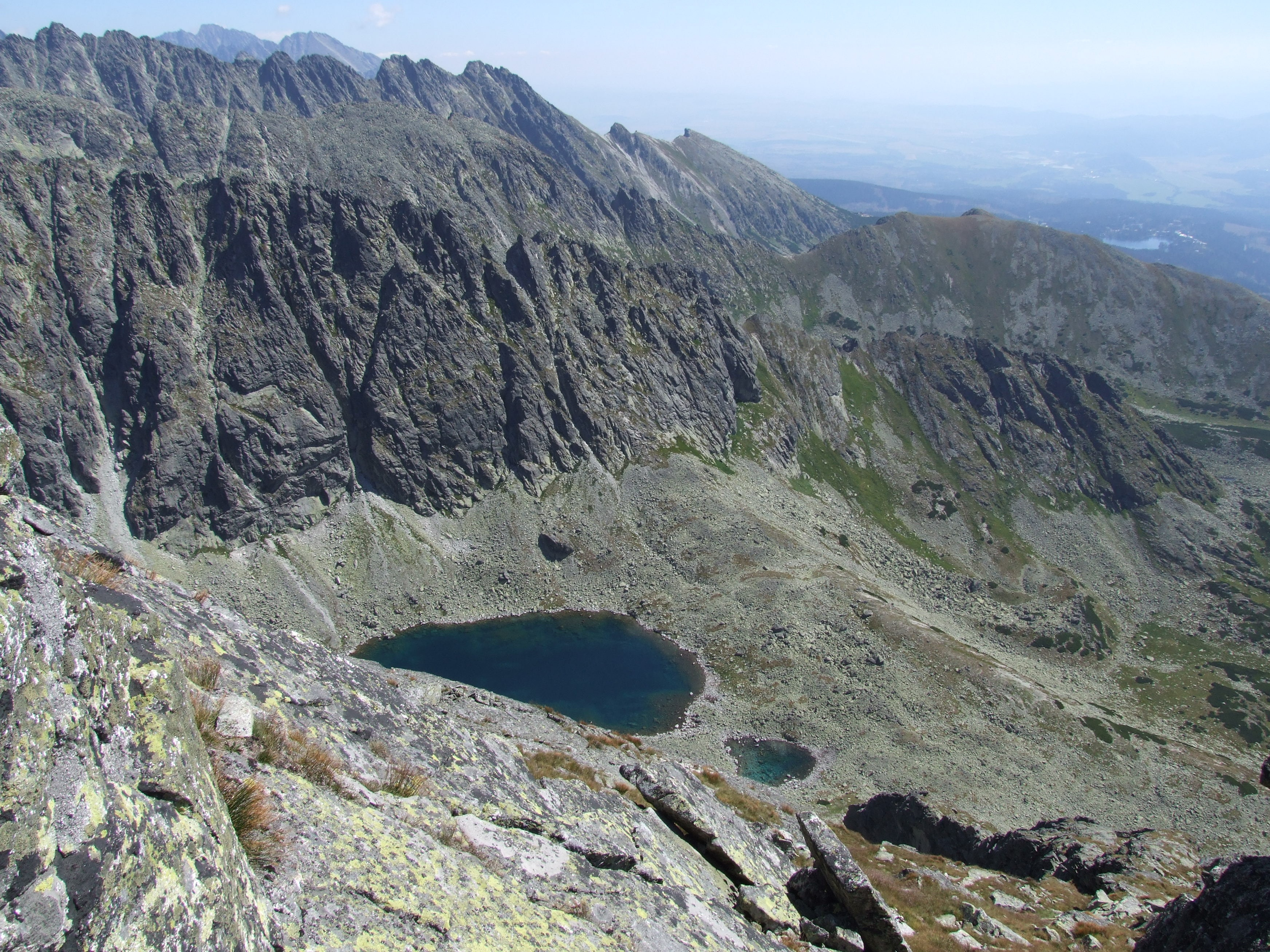
Jamský hrebeň z Kriváně

Jamský hrebeň (polsky Jamska Grań, maďarsky Vág-völgyi-gerinc, německy Waagtaler Grat) je boční hřeben ve slovenské části Vysokých Tater. Od rozsochy Kriváně se odděluje v Krátké a směřuje přímo na jih. Hřeben dlouhý 1,5 až 2 km odděluje Važeckou dolinu na západě a Dolinu Suchej vody na východě. Západní svahy spadají k břehům Krivánského Zeleného plesa. Pojmenování hřebene je odvozeno od místního názvu Jamy pod Kriváňom.

## Průběh hřebene
|  | Slovenský název            | Polský název                | Nadmořská výška (m) | Souřadnice                       |
|  | -------------------------- | --------------------------- | ------------------- | -------------------------------- |
|  | Krátka                     | Krótka                      | 2375                | 49°09′48″ s. š., 20°00′47″ v. d. |
|  | Vyšná Krátka štrbina       | Wyżnia Krótka Szczerbina    | 2295                | 49°09′42″ s. š., 20°00′45″ v. d. |
|  | Veľká Jamská veža          | Wielka Jamska Turnia        | 2300                |                                  |
|  | Jamská priehyba            | Jamska Przehyba             | ?                   |                                  |
|  | Prostredná Jamská veža     | Pośrednia Jamska Turnia     | ?                   |                                  |
|  | Prostredná Jamská štrbina  | Pośrednia Jamska Szczerbina | ?                   |                                  |
|  | Prostredná Jamská priehyba | Pośrednia Jamska Przehyba   | ?                   |                                  |
|  | Jamské zuby                | Jamskie Zęby                | ?                   |                                  |
|  | Predná Jamská priehyba     | Skrajna Jamska Przehyba     | ?                   |                                  |
|  | Predná Jamská veža         | Skrajna Jamska Turnia       | 2220                |                                  |
|  | Predná Jamská štrbina      | Skrajna Jamska Szczerbina   | ?                   |                                  |
|  | Krátka štrbina             | Krótka Szczerbina           | 2175                | 49°09′28″ s. š., 20°00′42″ v. d. |
|  | Krátka veža                | Mała Krótka                 | 2197                | 49°09′28″ s. š., 20°00′44″ v. d. |
|  | Krátka priehyba            | Krótka Przehyba             | ?                   |                                  |
|  | Krátky hrb                 | Krótka Czuba                | ?                   |                                  |
|  | Štrbina pod Hrbom          | Szczerbina pod Czubą        | ?                   |                                  |
|  | Krátka vežička             | Krótka Turniczka            | ?                   |                                  |
|  | Štrbina nad Kopou          | Szczerbina nad Kopą         | ?                   |                                  |
|  | Krátka kopa                | Krótka Kopa                 | ?                   |                                  |
|  | Štrbina pod Kopou          | Szczerbina pod Kopą         | ?                   |                                  |
|  | Zadná Jamská vežička       | Zadnia Jamska Turniczka     | ?                   |                                  |
|  | Jamské sedlo               | Jamska Przełęcz             | 2065                | 49°09′19″ s. š., 20°00′44″ v. d. |
|  | Predná Jamská vežička      | Skrajna Jamska Turniczka    | ?                   |                                  |
|  | Malá Jamská priehyba       | Mała Jamska Przehyba        | ?                   |                                  |
|  | Jamská kopa                | Jamska Kopa                 | 2079                | 49°09′16″ s. š., 20°00′44″ v. d. |
|  | Jamský zárez               | Jamski Karb                 | ?                   |                                  |

## Turistické trasy
V celém hřebeni nejsou v současné době žádné značené trasy, takže oblast je dle pravidel TANAPu pro turisty nepřístupná.